# Max Carrilho
Max Carrilho (Luanda, Angola, 17 de março de 1967) é um actor português.
Ex-modelo na década de 80, formou-se em Tv e Cinema na Arte6 e Tv Globo Portugal em 2000 a 2002, tendo feito formação em teatro com o encenador brasileiro António Terra na Companhia Open Space Studio em 2001.

## Trabalhos
- Jardins Proibidos, TVI 2001
- Crianças S.O.S, TVI 2000
- As Pupilas do Senhor Doutor, TVI 2000
- Alves dos Reis, RTP 2000
- Ajuste de Contas, RTP 2000
- Mãos à Obra, RTP 1999
- Desencontros, RTP 1994
- Auto da Compadecida, Tivoli 2001, Teatro Amelia Rey Colaço 2001
- 2ª Guerra Mundial, 2000, filme italiano sobre a última grande guerra.